# Liste der Monuments historiques in Romagne-sous-Montfaucon
Die Liste der Monuments historiques in Romagne-sous-Montfaucon führt die Monuments historiques in der französischen Gemeinde Romagne-sous-Montfaucon auf.

## Liste der Immobilien
| Bezeichnung                           | Beschreibung | Standort                 | Kennzeichnung | Schutzstatus | Datum | Bild           |
| ------------------------------------- | --- | ------------------------ | ------------- | ------------ | ----- | -------------- |
| Amerikanischer Friedhof Meuse-Argonne | amerikanischer Soldatenfriedhof für Gefallene des Ersten Weltkriegs mit 14.246 Bestattungen, 1937 eingeweiht; mit Kapelle, Besucherzentrum, Torbauten und Einfriedung | östlich des Ortes (Lage) | PA55000049    | Inscrit      | 2017  | weitere Bilder |

## Liste der Objekte
| Bezeichnung | Beschreibung | Standort                       | Kennzeichnung | Schutzstatus | Datum | Bild |
| ----------- | --- | ------------------------------ | ------------- | ------------ | ----- | ---- |
| Kruzifix    | Holz, 18. Jahrhundert | in der Kirche St-Michel (Lage) | PM55002260    | Inscrit      | 1991  |      |
| Roter Ornat | Kasel, Stola, Manipel, Kelchvelum und Bursa; Seide, bestickt, 19. Jahrhundert; im Centre départemental d’art sacré in Saint-Mihiel deponiert | in der Kirche St-Michel (Lage) | PM55002261    | Inscrit      | 2001  |      |